# Griechisch-Orthodoxes Patriarchat von Alexandria

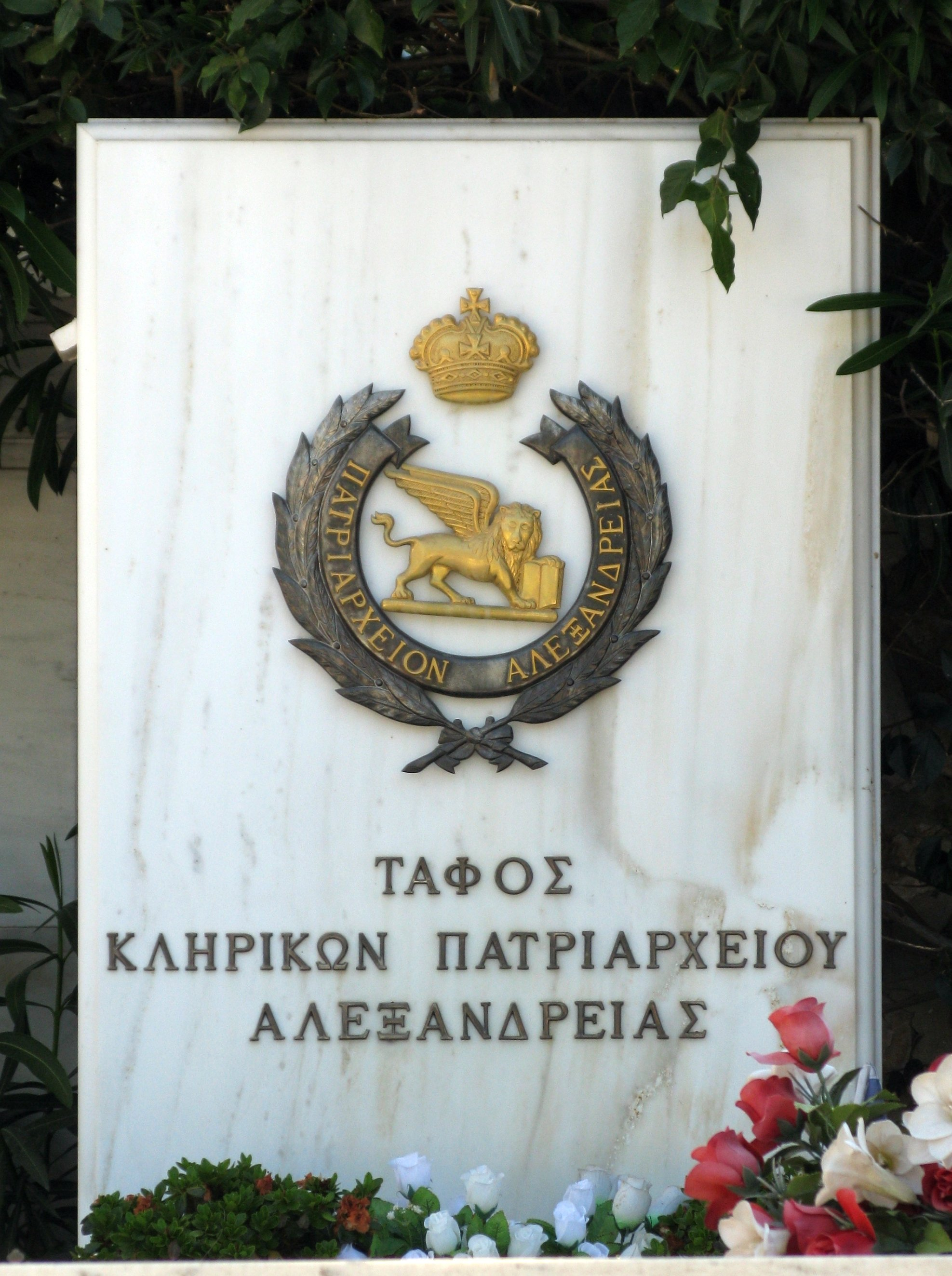
Der geflügelte Löwe des Evangelisten Markus als Symbol des Patriarchats auf dem griechischen Friedhof von Alexandria

Das Griechisch-Orthodoxe Patriarchat von Alexandria und ganz Afrika ist die Kirche der Anhänger des Konzils von Chalcedon auf dem Territorium des altkirchlichen Patriarchats Alexandria.

## Übersicht
Seit Oktober 2004 ist Patriarch Theodoros II. ihr Oberhaupt. Im März 2017 weihte er im Kongo sechs Frauen zu Diakoninnen.
Die etwa 250.000 Gläubigen (überwiegend Griechen in der Diaspora, ca. 10.000 christliche Araber und 80.000 Afrikaner) sind in 18 Metropolitandiözesen und sechs Bistümern vor allem in Ägypten und im subsaharischen Afrika organisiert.
Der Evangelist Markus gilt den Gläubigen als Gründer des Patriarchats und daher als erster Patriarch. Bis zum Konzil von Chalkedon 451 nach Christus gab es ein allgemein anerkanntes Patriarchat Alexandrien. Es folgte in seiner Bedeutung dem Patriarchat von Rom und von Konstantinopel an dritter Stelle. Anschließend entstanden die getrennten Kirchen des heutigen griechisch-orthodoxen Patriarchats und des alexandrinischen Patriarchats der koptischen Kirche in Ägypten sowie im 19. Jh. das der katholisch-koptischen Kirche. Alle Versuche der Herrscher von Konstantinopel, das Schisma zu überwinden, scheiterten.
Ab dem 7. Jahrhundert erschwerte sich die Lage des Chalcedonenser-Patriarchats von Alexandrien weiter. Seine wenigen Gemeinden mussten sich gleich den viel zahlreicheren Kopten mit den neuen islamischen Herrschern arrangieren.
Von 1874 bis 1899 stieg die Zahl der Griechisch-Orthodoxen in Ägypten durch Einwanderer von den griechischen Inseln und dem Festland von 8.000 auf fast 40.000. Infolgedessen bildete die griechisch-orthodoxe Kirche in Ägypten gleich doppelt, religiös wie ethnisch, eine Minorität. Nach dem großen Griechenexodus der vergangenen Jahrzehnte verblieben von zuvor etwa 250.000 Hellenen weniger als 5000 im Lande.